# Dmytro Dubilet

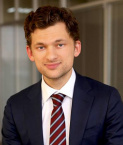
Dmytro Dubilet, 2019

Dmytro Oleksandrowytsch Dubilet (ukrainisch Дмитро Олександрович Дубілет; * 8. Oktober 1985 in Dnipropetrowsk, Ukrainische SSR) ist ein ukrainischer Unternehmer und Politiker. Seit dem 29. August 2019 ist er Minister des Ministerkabinetts der Ukraine.

## Leben
Dmytro Dubilet kam als Sohn von Oleksandr Dubilet (Олександр Валерійович Дубілет; * 25. Oktober 1962) in Dnipropetrowsk zur Welt, wo er bis 2002 zur Schule ging.
Im Jahr 2000 besuchte er die Roycemore School in Evanston, Illinois und zwei Jahre nach dem Abitur studierte er 2004 vier Monate Marketing an der Hochschule Merseburg.
Während seiner Schulzeit sammelte er bereits erste unternehmerische Erfahrung, als er gemeinsam mit einem Freund eine ukrainischsprachige Informationswebsite erstellte, die einige Jahre später für mehr als 100.000 US-Dollar verkauft wurde.
Die Fakultät für Internationale Beziehungen der Nationalen Taras-Schewtschenko-Universität in Kiew schloss er 2006 mit einem Bachelor-Abschluss ab und 2011 absolvierte er die London Business School.
2005 gründete Dubilet in Kiew die Firma Fine Web und war bis 2010 deren Leiter. Anschließend war er im Juli und August 2010 Projektmanager bei Infosys und von September bis November 2010 Projektmanager bei MasterCard in Warschau, bevor er Ende 2010 als IT-Direktor zur PrivatBank in Dnipropetrowsk wechselte, an der sein Vater zwischen 1997 und 2016 Vorstandsvorsitzender und der Oligarch Ihor Kolomojskyj Hauptaktionär war. Seit 2015 entwickelte er das iGov-Portal zur Korruptionsbekämpfung und Effizienzsteigerung im öffentlichen Dienst. Nachdem die Privatbank 2016 verstaatlicht und die gesamte Führung entlassen wurde, gründete Dubilet, gemeinsam mit seinem Vater und weiteren Geschäftsleuten das FinTech Band, ein Projekt, das für ukrainische Banken IT-Dienstleistungen bereitstellt. 2017 gründete er die Monobank, die als erstes Kreditinstitut der Ukraine sämtliche Dienstleistungen über mobile Anwendungen anbietet und daher ohne Filialen auskommt. Die Bank hatte im März 2019 insgesamt 826.000 Kunden.
Am 16. Juli 2019 wurde Dmytro Dubilet Berater des Leiters des ukrainischen Inlandsgeheimdienstes SBU Iwan Bakanow und bei der ersten Sitzung der Werchowna Rada in deren neuen Legislaturperiode wurde er am 29. August 2019 zum Minister des Ministerkabinetts der Ukraine im Kabinett Hontscharuk ernannt.